# Muselimov konak
Muselimov konak (srbsky v cyrilici Муселимов конак) je nejstarší dochovaná budova v srbském městě Valjevo. Vybudována byla na konci 18. století pro potřeby muselima, tureckého správce valjevské náchie (administrativní jednotky).
V přízemí se nacházely prostory, kde muselim vykonával správu města a v podzemí se nacházelo vězení. V něm byli v roce 1804 internováni v souvislosti se stětím knezů Aleksa Nenadović a Ilija Birčanin. Jejich poprava, která se uskutečnila nedlouho poté, byla záminkou pro vypuknutí prvního srbského povstání.
V současné době slouží budova jako muzeum, kde jsou vystaveny exponáty týkající se prvního a druhého srbského povstání.